# Volkmar Winkler (Politiker, 1959)

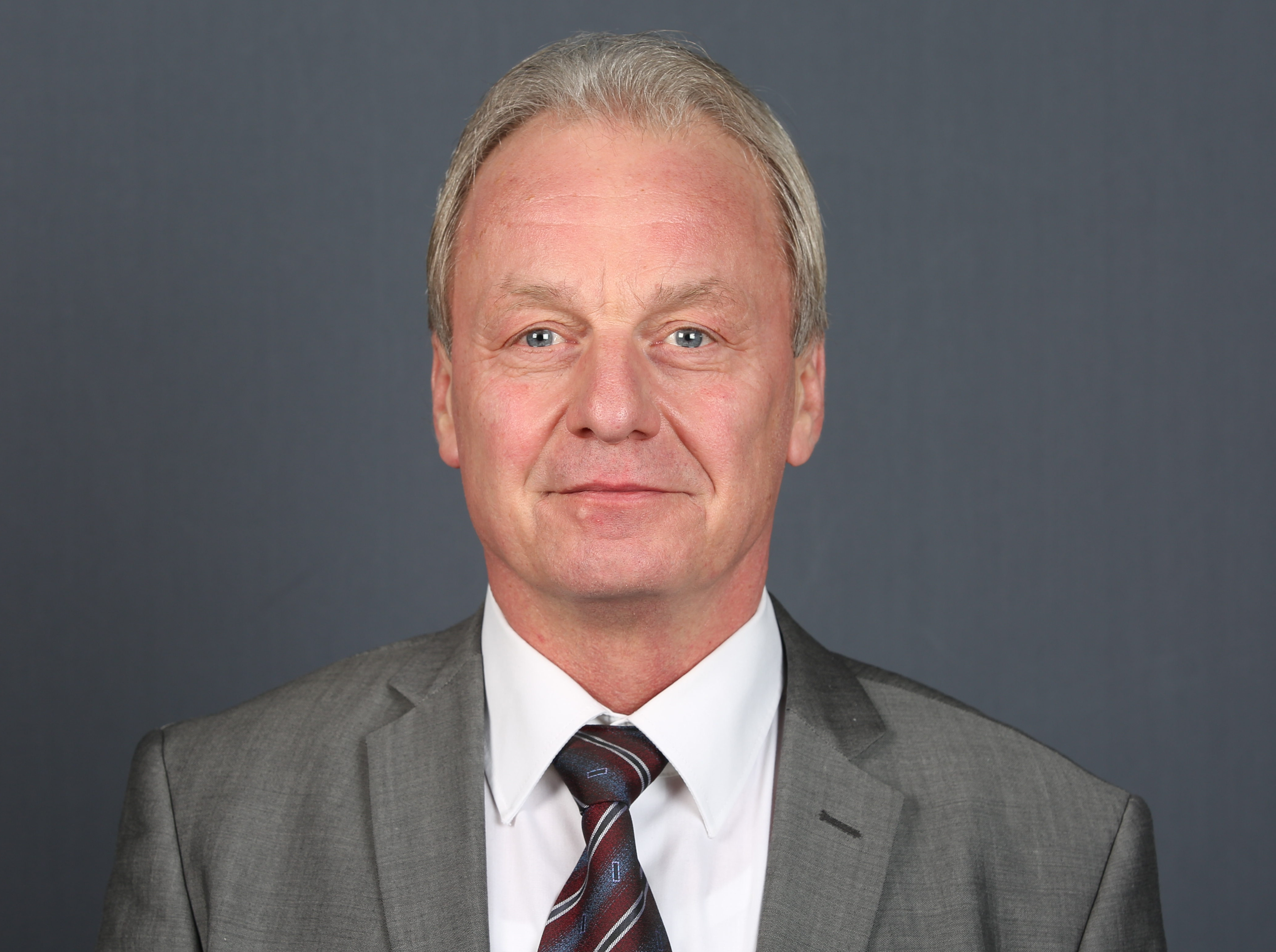
Volkmar Winkler (2016)

Arndt Volkmar Winkler (* 10. April 1959 in Dornreichenbach, Gemeinde Lossatal) ist ein deutscher Politiker (SPD). Er war von 2014 bis 2024 mit kurzer Unterbrechung Abgeordneter im Sächsischen Landtag.

## Leben und Beruf
Winkler verließ die Schule 1975 nach der 10. Klasse und machte eine dreijährige Berufsausbildung mit Abitur zum Gärtner für Obstbau. Von 1980 bis 1988 arbeitete er in der LPG Obstproduktion Dürrweitzschen und absolvierte daneben ein Studium an der Humboldt-Universität zu Berlin, das er 1986 als Diplom-Gartenbauingenieur abschloss. Während seines Bürgermeisteramtes qualifizierte er sich an der Verwaltungs- und Wirtschaftsakademie zum Diplom-Verwaltungsbetriebswirt und Rechtsökonom.

## Partei und Wahlämter
Winkler trat 1990 in die SPD ein und gründete den Ortsverband Ablaß. Von 2008 bis 2016 war er stellvertretender Vorsitzender des SPD-Ortsvereins Döllnitztal. Von 2014 bis 2022 war er Vorsitzender des SPD-Kreisverbandes Nordsachsen. Seit September 2022 ist er Träger der Willy-Brandt-Medaille, der höchsten Parteiauszeichnung der SPD.
Bereits 1989 war er zum Bürgermeister von Ablaß gewählt worden, wurde 1993 durch Gemeindegebietsänderung Bürgermeister von Sornzig-Ablaß und 2011 schließlich nach einer weiteren Gemeindegebietsänderung und Fusion zum Bürgermeister von Mügeln gewählt. Dieses Amt übte er bis zu seiner Wahl in den Landtag 2014 aus. 
Dem Kreistag im Landkreis Nordsachsen gehört er seit 1998 an und ist dort derzeit 2. Kreisrat und fungiert als 2. stellvertretender Vorsitzender des Regionalen Planungsverbands Westsachsen. 
Bei der Landtagswahl in Sachsen 2014 zog er über Platz 13 der SPD-Landesliste in den Sächsischen Landtag ein. Winkler war dort bis 2019 stellvertretender Fraktionsvorsitzender der SPD und Mitglied im Ausschuss für Umwelt und Landwirtschaft. Bei der Landtagswahl 2019 verpasste er auf Listenplatz 12 zunächst den Einzug in den sächsischen Landtag, rückte nach dem Mandatsverzicht von Dagmar Neukirch infolge deren Ernennung zur Staatssekretärin jedoch im Januar 2020 erneut in den Landtag nach. Er wurde Mitglied im Ausschuss für Energie, Klimaschutz, Umwelt und Landwirtschaft und stellvertretendes Mitglied im Ausschuss für Regionalentwicklung. Bei der Landtagswahl 2024 kandidierte er nicht erneut.